# Thomas Malmquist
Thomas Malmquist, folkbokförd Karl Tomas Malmqvist, född 18 augusti 1945 i Eskilstuna Klosters församling, död 7 augusti 2012 i Högalids församling i Stockholm, var en svensk sportjournalist. 
Malmquist började på Expressen 1967 och utsågs 1974 till administrativ sportchef, en tjänst som han sedan hade fram till 1984. Därefter var han sportchef under drygt tio år. Han pensionerades 2011. Mest känd var Malmquist för sina artiklar om ett antal "läggmatcher" i slutet av 1980-talet och i början av 1990-talet, där en rad idrottsmän påstods ha tagit emot mutor, som i media kom att kallas spelskandalen. År 2000 tilldelades Malmquist Det lite större journalistpriset. 
Thomas Malmquist gifte sig 1977 med Britt-Louise Malmquist (född 1946). Han är far till Tom Malmquist (född 1978). Thomas Malmquist är begravd på Skogskyrkogården i Stockholm.